# Чи візьмеш ти мене за руку? (Дискавері)

## Про епізод
Чи візьмеш ти мене за руку? — п'ятнадцятий епізод американського телевізійного серіалу «Зоряний шлях: Дискавері» та останній в сезоні, який відбувається приблизно за десять років до подій оригінального серіалу «Зоряний шлях» та показує війну між Федерацією й клінгонами. Епізод був написаний Аківою Голдсманом а режисували Гретхен Дж. Берг і Аарон Галбертс. Перший показ відбувся 11 лютого 2018 року.

## Зміст
Клінгонський космічний флот наколо Кроноса фіксує ціль. Імператорка готує корабель до нападу на Кронос. Майкл не вірить Імператорці і хоче дізнатися у неї справжній план. Імператорка в присутності Майкл йде переконувати спіпрацювати Л'Релл. Імператорка молотить клінгонку — але добивається тільки зневажливого сміху. Еш з пам'яттю клінгона пропонує свою допомогу в операції на Кроносі.
Екіпаж «Дискавері» збирається зробити стрибок у величезну печеру під поверхнею Кроноса. Для місії Імператорка вибирає ще й Тіллі. Тайлер повідомляє — для того, щоб отримати останні дані про місцезнаходження важливих структур планети, необхідно запустити дрон, який увійде в сплячий вулкан під старовинною святинею. «Дискавері» успішно завершує стрибок в печеру за картою столітньої давності.
Джорджі, Бернем, Тайлер і Тіллі вирушають на поверхню, переодягнувшись торговцями-волоцюгами. В клінгонському притоні Тіллі нехотячи вдихає випари місцевого зілля — і «відключається». Майкл оповідає Ешу історію загибелі її батьків. Еш знаходить послідовників Моллара. Тіллі виявляє — система вулканів зовсім не спляча, а діюча, а «дрон» насправді бомба, призначена для перетворення Кроноса на мертву планету. Імператорка ударом позбавляє Тіллі можливості спілкуватися.
Бернем зв'язується з адміралкою Корнуелл і переконує її, що завдання на Кроносі йде проти ідеалів Зоряного флоту. Під час спілкування встає капітан Сару й декларує: «Ми — Зоряний флот». До нього приєднується дроїдка та решта екіпажу. Вони переконують Джорджі віддати їй детонатор, відпускаючи колишню імператорку. Бернем віддає детонатор Л'Релл, яка використовує загрозу геноциду, щоб зупинити війну і об'єднати всі 24 клани під своїм керівництвом. Тайлер вирушає з Л'Релл, вважаючи що на Землі йому не місце. Еш встигає помиритися з Тайлер.
Майкл мириться із названим батьком Сареком. Екіпаж «Дискавері» отримує медалі за відвагу. Бернем відновлюється в званні.
«Дискавері» вирушає на Вулкан, щоб доставити на планету Сарека, однак по дорозі вони перехоплюють сигнал лиха найвищого пріоритету. Він надходить від «Ентерпрайза».
«Дискавері» виходить з варпу — ніс-до-носа із легендарним кораблем. Їх вітає капітан Крістофер Пайк.

## Сприйняття та відгуки
Станом на березень 2021 року на сайті «IMDb» серія отримала 6.9 бала підтримки з можливих 10 при 3618 голосах користувачів. На «Rotten Tomatoes» 78 % схвалення при відгуках 23 експертів. Резюме виглядає так: «Попри сюжетну прогалину чи дві, серія завершає перший сезон Дискавері із задовільним та споглядальним фіналом».
Оглядач «IGN» Скотт Коллура зазначав: «Сильний перший сезон „Дискавері“ закінчується дещо змішаною нотою. Це епізод, який справді добре працює щодо персонажів, але перечіплюється при вирішенні питання великої клінгонської війни. Однак, це все досить весело, виглядає приголомшливо. А також налаштовує на потенційно величезний сезон-2. Люди, якби ми змогли лише заскочити до наступного року і подивитися його зараз!»
В огляді Кейті Берт для «Den of Geek» зазначено: «Ніколи не дозволяйте говорити, що „Star Trek: Discovery“ не знає, як все „загорнути“. Багато сюжетних ліній, розглянутих у фіналі сезону, не мали особливо твердих основ, але їх початки та кінці були передані з ентузіазмом. Ця якість продемонструвалась у фіналі сезону, який компенсувався нереальною акуратністю, з якою він вивершив свою завершальну серію, вперше розширивши цей світ ґрунтовно та енергійно»/.
Деррен Френіч в огляді для «Entertainment Weekly» критично зазначав: «Остання частина Зоряного щляху закінчує перший сезон посередньою нотою».

## Знімались
- Сонеква Мартін-Грін — Майкл Бернем
- Даг Джонс — Сару
- Шазад Латіф — Еш Тайлер
- Ентоні Репп — Пол Стамец
- Мері Вайзман — Сільвія Тіллі
- Джейсон Айзекс — Габріель Лорка (лише згаданий)
- Мішель Єо — імператорка Джорджі
- Міа Кіршнер — Аманда Грайсон
- Джейн Брук — адміралка Корнуелл
- Мері К'єффо — Л'Релл
- Джеймс Фрейн — Сарек
- Клінт Говард — Кріпі Оріон
- Емілі Коуттс — Кейла Делмер
- Райлі Гілкріст — адмірал Шукар
- Патрік Квок-Чун — Ріс
- Сара Мітіч — Ейріам
- Ойін Оладейо — Джоан Овосекун
- Ронні Роу — Брюс